# Fine della famiglia Da Romano

Stemma Da Romano.

La fine della famiglia Da Romano è un evento verificatosi a San Zenone degli Ezzelini il 26 agosto 1260.
Il capostipite della famiglia, Ezzelino III da Romano, era morto in prigionia a Soncino nel 1259. Il papa Alessandro IV, in seguito alla morte dell'imperatore Federico II di Svevia, alleato di Ezzelino, aveva inviato una crociata contro il cosiddetto tiranno e la sua famiglia. Lo avevano appoggiato molte altre città come Vicenza,  Venezia, Treviso e, in particolare, Ferrara.
Dopo aver sconfitto Ezzelino III e il suo esercito sotto le mura di Cassano d'Adda, la crociata fece ritorno nel Veneto e attaccò il fratello di Ezzelino Alberico da Romano e i suoi familiari, che nel 1259 erano fuggiti dalla città di Treviso e si erano rifugiati nel castello di colle Castellaro a San Zenone degli Ezzelini, ora non più esistente, dove stettero per quasi 10 mesi. Gli assedianti giunsero lì il 24 agosto 1260.

## La sentenza
La sentenza di morte di Alberico e famiglia fu emessa decisa a Treviso dal podestà Marco Badoer e dai suoi consiglieri cinque mesi prima della messa in atto. L'atto prevedeva che:

## L'assedio di San Zenone
I crociati, dopo un periodo di riposo, partirono alla volta di San Zenone. Qui sorgeva l'imponente roccaforte nella quale si era barricato Alberico.
Oggi della rocca rimane solo qualche pietra del basamento del mastio, ma nel XIII secolo essa era imprendibile.
I crociati, giunti sul campo di battaglia, iniziarono ad accamparsi fuori dalle mura e la situazione rimase così per mesi.
All'interno del castello, però, il caldo torrido di agosto si faceva sentire e le provviste scarseggiavano.
Alla fine, alcuni soldati di Alberico avevano stretto amicizia con i crociati ed elaborato un piano per permettere la conquista del castello. Il piano prevedeva l'apertura della piccola pusterla pedonale a fianco alla grande porta carraia, così da permettere l'entrata nella cinta di una trentina di uomini, abbastanza da seminare il panico. E così fu.
Alberico, spaventato dagli eventi, lascia il palazzo interno alle mura per rifugiarsi nel grosso mastio.
Nel frattempo, tutte le truppe crociate avevano invaso il castello e aspettavano l'ormai certa resa di Alberico.
Il povero Da Romano, ormai completamente impazzito, passava le giornate a piangere finché, un giorno, radunò attorno a sé i familiari per comunicare l'imminente resa.
Ordinò l'apertura della porta del mastio e uscì. Alberico fu subito catturato e legato: con la bocca serrata in una morsa fu portato di fronte a Marco Badoer.
Il podestà di Treviso srotolò la pergamena con la sentenza e pronunciò la condanna a morte al cospetto di un terrorizzato Alberico, che, stretto nella morsa, non poteva urlare.
Tuttavia, il Badoer ordinò che la sentenza venisse eseguita lì sul colle e non a Treviso come era stato stabilito, per evitare ripensamenti.
I figli di Alberico furono condotti al ceppo urlanti e scalcianti e furono decapitati; le figlie e la moglie denudate e arse vive sul rogo. Il tutto avvenne sotto gli occhi di Alberico, impazzito e ormai non più cosciente.
Quest'ultimo fu legato alla coda di un cavallo e trascinato attraverso i rovi e gli sterpi.
Era il 26 agosto 1260.
I corpi di Alberico e di un figlio maschio furono portati a Treviso, squartati e in seguito bruciati.
Di seguito è riportata la lista dei familiari di Alberico:
- Margherita, seconda moglie, arsa viva
- Ezzelino IV, morto nel 1243
- Giovanni, decapitato
- Alberico, decapitato
- Romano, decapitato
- Ugolino, decapitato
- Tornalsce, decapitato
- Griseida, arsa viva
- Amabilia, arsa viva

Il frate Salimbene de Adam assistette a tutto questo e lo riportò su una cronaca del tempo, scrivendo: "Vidi ista oculis mei" ossia "Vidi questo con i miei occhi".